# Igor Rudakov
Igor Aleksandrovich Rudakov (en russe : Игорь Александрович Рудаков), né le 8 octobre 1934 à Leningrad, est un rameur soviétique.
Il est barreur dans les équipages soviétiques qui ont participé aux Jeux olympiques entre 1960 et 1972. Dès 1960, il remporte la médaille d'argent du deux avec barreur avec Antanas Bagdonavičius et Zigmas Jukna, à Rome, tandis qu'il termine 4e du quatre avec barreur dans la même compétition.